# 小野豊明
小野 豊明（おの とよあき、1912年7月29日 - 没年不詳)は、日本の実業家、経営学者。
愛媛県新居浜市出身。1936年東京帝国大学法学部法律・政治学科卒。79年「日本企業の組織戦略」で上智大学経済学博士。38年王子製紙入社。49年十条製紙総務部副部長、総務部長、管理部長、小倉工場長、人事室長、取締役、十条キンバリー取締役兼任、常務取締役、フィンレーフォレスト・インダストリーズ取締役兼任、1973年上智大学経済学部経営学科教授。77年経済学部長、1979年産業能率大学経営情報学部教授。カトリック教徒。妻は山路一善の次女。

## 著書
- 『比島宣撫と宗教班』中央出版社 1945
- 『新しい職務権限の考え方』ダイヤモンド社 1957
- 『日本的経営と禀議制度』ダイヤモンド社 1960
- 『職務権限』ダイヤモンド社 1961
- 『組織改善のすすめ方 これからの経営組織の展望』経林書房 1962
- 『日本的経営の探究 結果のでる実践的経営法』ダイヤモンド社 1964
- 『創造的目標管理 これからのマネジメント・システム』経林書房 1970
- 『変革期の組織管理』経林書房 1973
- 『日本企業の組織戦略』マネジメント社 1979
- 『証言・日本の経営 近代化はこのように行われた』マネジメント社 1980
- 『日本的経営と活力の源泉 国際化時代にどう対応するか』マネジメント社 1983
- 『経営学入門 教養としての経営学』マネジメント社 1989
- 『日本型企業経営の時代来る グローバル経済下 世界をリードする経営の原則』マネジメント社 1992

### 編纂
- 『要員管理の考え方と実際』編 日本経営者団体連盟弘報部 経営労務文庫　1966
- 『比島宗教班関係史料集 編集復刻版』寺田勇文共編 龍溪書舎 南方軍政関係史料 1999

### 翻訳
- R.H.G.デヴラル『團體交渉はどう行ふべきか』勞働民主協會 1947
- カリフオーニャ・スタンダード石油会社組織部編『マネイジメントガイド』戸田忠一共訳 日本経営者団体連盟弘報部 1952
- カルフオルニア・スタンダード石油会社組織部編『新しい職務給のしくみと定め方 カルフオルニアスタンダード石油会社の実例』日本生産性本部 1959
- C.L.ヒューズ『目標設定 業績を高めるための考え方』戸田忠一共訳 ダイヤモンド社 1966

## 論文
- <小野豊明